# جودي أندرسون
جودي أندرسون (بالإنجليزية: Jodi Anderson)‏ هي لاعبة قفز طويل أمريكية، ولدت في 10 نوفمبر 1957 في شيكاغو في الولايات المتحدة.

## وصلات خارجية
- جودي أندرسون على موقع الاتحاد الدولي لألعاب القوى (الإنجليزية)
- جودي أندرسون على موقع أوليمبيديا (الإنجليزية)